# Мать (фильм, 1996)
«Мать» — кинофильм режиссёра Альберта Брукса, вышедший на экраны в 1996 году.

## Сюжет
Писатель-фантаст средних лет дважды развёлся с женами. Он возвращается жить к матери, которая так и не признала его успехов. Джон надеется, что, узнав причину и наладив с ней отношения, он сможет улучшить и свою личную жизнь.